# Ángel Rambert
Pour les articles homonymes, voir Rambert.
Ángel Rambert, né le 12 juin 1936 à Buenos Aires (Argentine) et mort le 25 octobre 1983, est un footballeur professionnel français d'origine argentine. Il évoluait au poste d'attaquant. Il a été sélectionné cinq fois en équipe de France.
Son fils, Sebastián Rambert, a été international argentin.

## Biographie
Il reçoit cinq capes avec l'équipe de France (un but marqué). La première le 11 avril 1962 et la dernière le 2 décembre 1964.

## Carrière
- 1958-1960 :  CA Lanús
- 1960-1970 :  Olympique lyonnais (316 matchs, 56 buts en Division 1)
- 1970-1971 :  Avignon Football 84 (30 matchs, 7 buts en Division 2)[2]

## Palmarès
- Vainqueur de la Coupe de France en 1964 et 1967 avec l'Olympique lyonnais

## Source
- Marc Barreaud, Dictionnaire des footballeurs étrangers du championnat professionnel français (1932-1997), l'Harmattan, 1997.